# 2027
2027 (MMXXVII) kommer att bli ett normalår som börjar en fredag i den gregorianska kalendern.

## Framtida händelser

### Okänt datum
- Bougainville förväntas bli självständigt från Papua Nya Guinea.[1]

- Elvis Presleys obduktionsrapport förväntas offentliggöras på begäran av Vernon Presley, 50 år efter hans död.

### Juni
- 17 juni – 500 år sedan Reformationsriksdagen i Västerås där Sverige, som första land i världen inför protestantism. Den katolska religionen som Sverige haft sedan 1000-talet avskaffades.

### December
- Blå linjens tunnelbana till Barkarby station i Järfälla kommun förväntas invigas.

## Fiktiva referenser
- Filmen Children of Men från 2006 utspelar sig detta år, då det inte har fötts några barn på 18 år. Flera av världens städer har råkat ut för olika katastrofer (bland annat har New York drabbats av en atombomb).

### Fotnoter
1. ↑  ”2027 target date for Bougainville independence” (på engelska). Radio New Zealand. 8 juli 2021. https://www.rnz.co.nz/international/pacific-news/446420/2027-target-date-for-bougainville-independence. Läst 20 januari 2022.